# عزلة خلاوه سودق (تعز)

تعديل مصدري - تعديل

عزلة خلاوه سورق هي إحدى عزل مديرية ماوية في محافظة تعز اليمنية ويبلغ تعداد سكانها 5530 نسمة حسب التعداد السكاني في اليمن لعام 2004. و تتألف من عدة قرى منها ما يقع في السهل المنبسط ومنها ما تقع على الجبل المطل على العزلة الذي يطلق عليه جبل الشياح وهو يعدّ جزء من جبل سورق، و من القرى التي تقع على السهل : خلاوة، الكشر، الربوع، المسلقة، الجدجد، عنيصرة، المحربة، عرادفة، المسرب، العداني القصي، النجر، القرف، والصفارة. أما القرى التي تقع على الجبل وهي : مقعس، الاكيمة، حدل العليا والسفلى، الوزلة، وقدارة الخارجية. وتقسم العزلة إلى ثلاث قرى رئيسية وتحوي كل قرية مجموعة قرى صغيرة وهذه القرى هي : قرية خلاة، قرية محربة، قرية العداني.

## روابط خارجية
- الجهاز المركزي للإحصاء بالجمهورية اليمنية
- المركز الوطني للمعلومات باليمن
- World Gazetteer:Yemen
- الدليل الشامل